# Soulaines-Dhuys
Soulaines-Dhuys – miejscowość i gmina we Francji, w regionie Grand Est, w departamencie Aube.
Według danych na rok 1990 gminę zamieszkiwały 254 osoby, a gęstość zaludnienia wynosiła 13 osób/km².

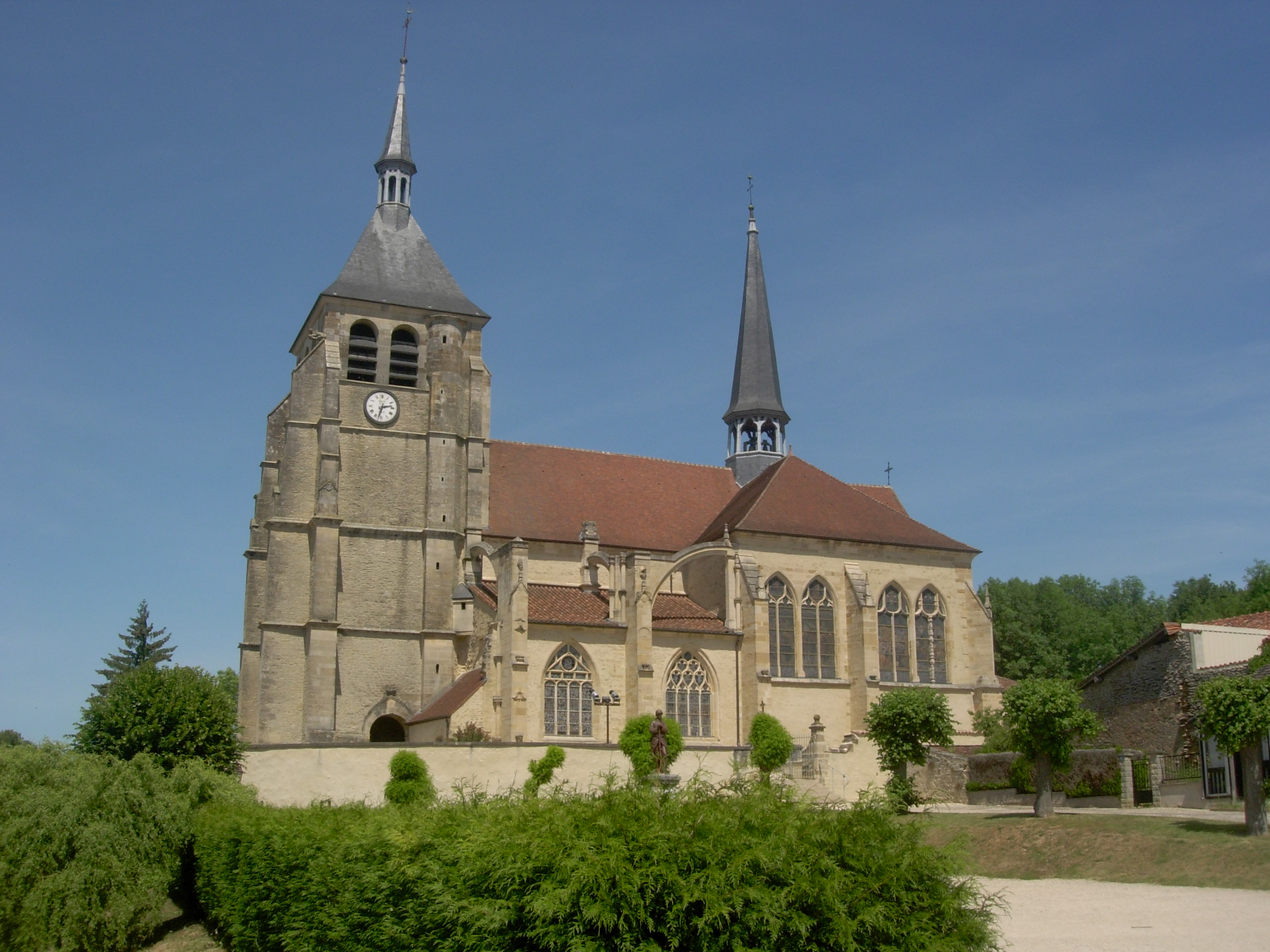
Kościół w Soulaines-Dhuys, 2011